# Балхаська збагачувальна фабрика
Балха́ська збага́чувальна фа́брика — підприємство гірничорудної промисловості на сході Казахстану.
У 1938 році почав роботу Балхаський мідеплавильний завод, для забезпечення якого сировиною запустили збагачувальну фабрику. Первісно вона переробляла руду з родовища Конират, до якого пізніше приєднались рудники на родовищах Саяцької групи (з 1971).
Ще одним напрямом став випуск молібденового концентрату, який отримували з руди молібденового родовища Східний Конират (запущене в 1941-му), а потім і з продукції родовища Конират, на якому розробляли ділянку з підвищеним молібденовим зрудненням. Молібденовий напівпродукт також спрямовували на сусідній металіргійний завод. Наприкінці 20 століття роботу з молібденом припинили. У 2006—2007 роках на збагачувальній фабриці спробували відновити молібденовий напрям на основі поточного набору рудної продукції, проте це не принесло успіху через незадовільну якість отриманого молібденвмісного продукту.
Що стосується мідного напряму, то сировинну базу фабрики поповнив рудник Шатирколь (2000). На початку 2020-х на Балхаський збагачувальний майданчик також почала надходити руда з родовища Жайсан, втім, уже в середині десятиліття з метою оптимізації транспортних витрат планують ввести в дію Шатиркольську збагачувальну фабрику, яка перейме на себе роботу з продукцією рудників Шатирколь і Жайсан.
Окрім руди, фабрика також може переробляти конвертерні шлаки сусіднього металургійного заводу, а продукцією збагачення виступає мідний концентрат. Наразі річна потужність майданчику визначається як 4,2 млн тонн, при цьому в 2015-му лише за перші шість місяців фабрика переробила 2,9 млн тонн руди.
Тривалий час фабрика діяла у складі Балхаського гірничо-металургійного комбінату, а наприкінці 1990-х перейшла під контроль корпорації «Казахмис».